# Щелкалов, Андрей Яковлевич
Андрей Яковлевич Щелкалов (? — 1598, встречается написание фамилии Щелканов) — государственный деятель, думный дьяк и дипломат в царствование Ивана Грозного и Фёдора Иоанновича.

## Биография
Происхождением из малоизвестного и маловлиятельного рода. Отец его Яков Семенович Щелкалов был дьяком. Андрей был старше своего брата Василия на десять лет.
Несмотря на своё низкое происхождение, он вместе с Василием достиг большого влияния на государственные дела в последней четверти XVI века. В течение своей почти полувековой службы Щелкалов исполнял разнообразнейшие поручения, занимал различные должности и места и управлял иногда несколькими приказами одновременно.
Впервые имя Андрея Щелкалова появляется в 1550 году, когда он был записан в «тысячную книгу» и состоял «в разрядах в числе поддатней у рынд». В этой должности он упоминается также в 1556 году в походных списках.
В 1560 году он был приставом при литовских послах, а в 1563 году записан уже дьяком в росписи Полоцкого похода; под этим же годом один из старинных документов называет его вторым посольским дьяком. По-видимому, именно в этом звании Щелкалов 26 сентября 1564 года находился в числе других сановников, принимавших послов немецкого магистра Вольфганга Шутцбара, и принимал участие в переговорах «о деле», то есть об условиях, на которых могло бы состояться освобождение из русского плена магистра ливонского И. В. фон Фюрстенберга.
В 1564 году он в числе нескольких доверенных людей Ивана Грозного упоминается при встрече последнего с литовским послом Михаилом Гарабурдой. Эта встреча происходила в Новгороде.
В 1566 году Щелкалов участвовал на земском соборе, подписал его определение и скрепил поручную грамоту по князе Михаиле Ивановиче Воротынском.
В 1570 году в связи с осуждением и казнью Ивана Висковатова возглавил Посольский приказ и занимал эту должность двадцать четыре года. Он пережил в этой должности правление трёх государей и оставил эту должность в 1594 году своему брату Василию.
С октября 1570 года по середину 1587 возглавлял приказ Казанского дворца.
С осени 1570 года по 1594 год возглавлял одну из четей, которая управляла многими городами запада, севера и северо-востока России.
В 1581 году он вел все переговоры с иезуитом Антонио Поссевино, а в 1583 году — с английским послом Еремеем Боусом, который в письме от 12 августа 1584 года написал следующее: «объявляю, что когда я выехал из Москвы, Никита Романов и Андрей Щелкалов считали себя царями и потому так и назывались многими людьми».
Иностранцы, особенно англичане, не любили Андрея Щелкалова, равно как и его брата Василия Яковлевича, и давали о них весьма нелестные отзывы, главным образом из-за того, что Щелкаловы стремились к уничтожению торговых привилегий иностранных купцов.
Борис Годунов, считая его необходимым для управления государством, был очень расположен к этому дьяку, стоявшему во главе всех прочих дьяков в целой стране. Во всех областях и городах ничего не делалось без его ведома и желания. Борис Годунов высоко ценил Щелкалова за его ум, ловкость дипломатическую, но позже подвергнул его опале за «самовольство»: Андрей Яковлевич и его брат Василий «искажали росписи родословных людей и влияли на местнический распорядок, составляя списки административных назначений». Вообще, они достигли такого влияния, какого дьяки не имели никогда.
Умер Андрей Яковлевич Щелкалов, приняв иночество с именем Феодосий.

## В искусстве
- П. П. Сухонин (Шардин). Историческая комедия в 4 действиях. «Андрей Яковлевич Щелкалов, государственный дьяк и печатник» (СПб., 1868 г.)
- В фильме «Борис Годунов» (2011) его роль исполнил Леонид Парфенов[5]
- В телесериалах «Годунов» (2018) и «Грозный» (2020) его роль исполнил Владимир Стеклов.

## Память
Имя Щелкалова 23 августа 2022 года присвоено ранее безымянному проезду в поселении Московский в жилом комплексе «Саларьево Парк».